# Американская система (экономический план)

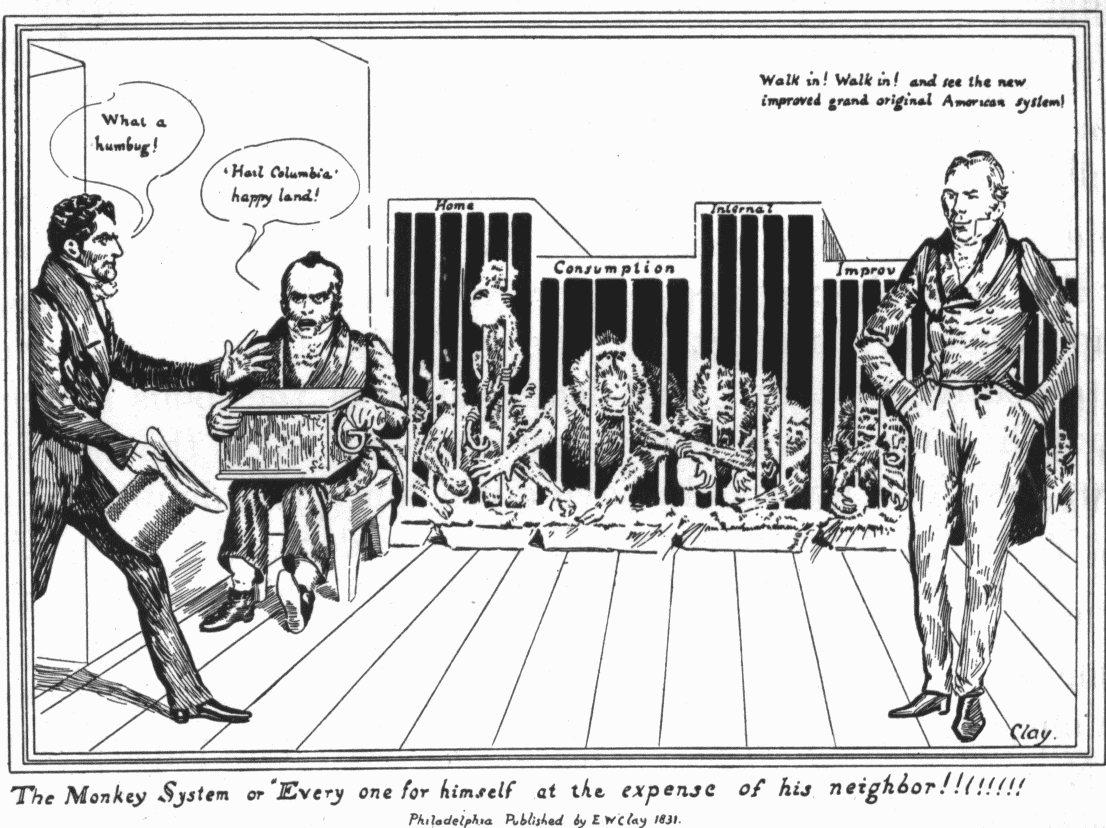
Карикатура 1831 года на американскую систему, озаглавленная как «Обезьянья система или каждый сам за себя за счёт других»: Генри Клей (справа) говорит: «Войдите и посмотрите на новую, улучшенную, грандиозную и оригинальную Американскую систему!» Клетки подписаны (слева направо): «домохозяйства, потребление, внутренние дела, внутренние улучшения». Карикатура изображает обезьян, символизирующих различные части экономики США, ворующими друг у друга ресурсы (еду).

Американская система (англ. American System) — экономическая программа Генри Клея, сыгравшая важную роль в американской политике в первой половине XIX века. Стратегия Клея состояла из трёх частей: принятия протекционистского тарифа для защиты и развития промышленности, создания национального банка для содействия торговле и выделения федеральных субсидий на строительство дорог, каналов и реализацию других «внутренних улучшений». Предполагалось, что деньги на субсидии будут получены за счёт высоких тарифов и продажи государственных земель. Программа была разработана на волне национализма после англо-американской войны и шока после паники 1819 года; она была развитием идей бывшего министра финансов Александра Гамильтона. По мнению Клея, реализация «американской системы» исключила бы вероятность повторного подчинения США «британской системе», основанной на невмешательстве в экономику и принципах свободной торговли.
В период с 1816 по 1828 год Конгресс постепенно принимал программы, реализовывавшие основные элементы американской системы. После инаугурации президента Эндрю Джексона, сторонника ограниченной роли федерального правительства и противника программы Клея, американская система стала центром антиджексонистов, объединившихся в партию вигов. В 1832 году Клей, ставший сенатором от своего родного штата Кентукки выступил с трёхдневной речью в защиту своей программы, сосредоточив своё внимание на важности сохранения протекционистских пошлин. В том же году он выдвинулся в президенты против Джексона от Национальной республиканской партии. Главным вопросом выборов стало существование Второго банка Соединённых Штатов, который поддерживал Клей и против которого выступал Джексон. В результате выборов Джексон победил с большим перевесом.